# Врањак (Модрича)
Врањак је насељено мјесто у општини Модрича, Република Српска, БиХ. Према попису становништва из 2013, у насељу је живјело 1.565 становника.

## Географија
Налази се на западним обронцима планине Требаве и десној обали ријеке Босне. Према подацима из 2012. преко ријеке Босне превози 5 скелеџија, док је у прошлости тај посао обављало 12 људи. Скелом се највише служе земљорадници који се преко ријеке пребацују ради обраде парцела на супротној обали.

## Назив
Постоје четири различита предања о имену Врањак. Према првом, Врањак је добио је име по птицама вранама којих је на простору насеља било доста. Према другом, становници су имали доста враних коња, по којима је Врањак добио име. Треће предање каже да се на јужном дијелу Врањака, односно ушћа ријеке налазила црна бара са црном водом у којој су жене враниле, односно црниле тканине и чарапе. Четврто предање каже да су први становници дошли из Врања, па је по томе добило име Врањак.

## Култура
У Парохији врањачкој постоје три храма Српске православне цркве. Храм који је посвећен Светом великомученику Георгију је започет 1957, а освештан 1959. Подигнут је у вријеме епископа Лонгина Томића. Други храм је капела која је подугнута у славу Преноса моштију Светог архиђакона Стефана. Задужбинари храма су Мило и његова супруга Ружа Савић.

### Спомен капија
Спомен-капија испред цркве Св. вел. Георгија је подигнута у знак сјећања на погинуле борце и жртве свих ратова из Врањака. На једној страни капије се налазе имена погинулих бораца као и жртава усташког логора Јасеновац, а на другој су имена ктитора.

### Споменик хаџи Петку Јагодићу
У порти храма Св. вел. Георгија се налази гроб и споменик посвећен вођи Требавске буне, хаџи Петку Јагодићу. Хаџи Петко Јагодић је 1858. подигао буну против Турака, а након гашења прешао у Кнежевину Србију. Касније се вратио у Врањак гдје је и преминуо 1880. Сахрањен је у порти храма исте године.

### Споменик борцима ВРС
Постоји и споменик борцима Војске Републике Српске.

## Историја
Устаници српске буне против Турака 1858. у Требави коју је предводио хаџи Петко Јагодић су према љетопису старца из Кожуха Јовице Сајића носили барјак извезен бијелим везом на коме је био крст. У љетопису је записано да је барјактар био Симо Ђерић из Кожуха.

## Саобраћај
У Врањаку се налази жељезничка станица на линији Жељезница Републике Српске.

## Спорт
Насеље је сједиште два фудбалска клуба, Врањак и Требавац.

## Становништво
Према процјенама из 2012. у насељу живи око 1.700 становника у 550 домаћинстава.
| Националност       | 2013. | 1991. | 1981. | 1971. | 1961. | 1948. |
| Срби               |       | 2.249 | 2.126 | 2.828 | 2.615 | 2.216 |
| Југословени        |       | 26    | 26    | 16    | 9     |       |
| Хрвати             |       | 16    | 14    | 14    | 9     | 2     |
| Муслимани          |       | 1     | 1     | 8     |       |       |
| Македонци          |       |       | 1     | 1     |       |       |
| Словенци           |       |       | 1     |       |       |       |
| Мађари             |       |       |       | 1     |       |       |
| Црногорци          |       |       |       |       | 1     |       |
| остали и непознато |       | 78    | 7     | 17    |       | 13    |
| Укупно             | 1.565 | 2.370 | 2.174 | 2.883 | 2.640 | 2.231 |

| Демографија | Демографија | Демографија |
| Година      | Становника  | Становника  |
| ----------- | ----------- | ----------- |
| 1948.       | 2.231       |             |
| 1953.       | 2.559       |             |
| 1961.       | 2.640       |             |
| 1971.       | 2.883       |             |
| 1981.       | 2.174       |             |
| 1991.       | 2.370       |             |
| 2013.       | 1.565       |             |

### Презимена
- Благојевић[1]
- Вуковић[1]
- Гаврић[1]
- Гостић[1]
- Јовић[1]
- Јоксимовић[1]
- Којић[1]
- Лазаревић[1]
- Милић[1]
- Мићић[1]
- Мркоњић[1]
- Новаковић
- Панић[1]
- Савић[1]
- Симић[1]
- Стајић[1]
- Цвијановић[1]

## Знамените личности
- хаџи-поп Петко Јагодић (1810—1880), протојереј Српске православне цркве, један од вођа Требавске буне[1]
- Марта Савић, српска поп-фолк певачица
- Перица Стјепановић (1942—2011), виолиниста и композитор изворне музике